# 2019 en Somalie
Cet article présente les faits marquants de l'année 2019 en Somalie.

## Évènements
- 23 mars : un commando armé des Shebab tue 11 personnes dans les ministères somaliens des Travaux publics et du Travail, dont le vice-ministre du Travail et des Affaires sociales Saqar Ibrahim Abdalla, avant que les 4 assaillants ne soient abattus par la police[1].
- 12 juillet : l'attaque d'un hôtel à Kismaayo (Somalie) fait au moins 26 morts[2].
- 28 décembre : en Somalie, un attentat à Mogadiscio fait au moins 76 morts.